# Sandra & Andres

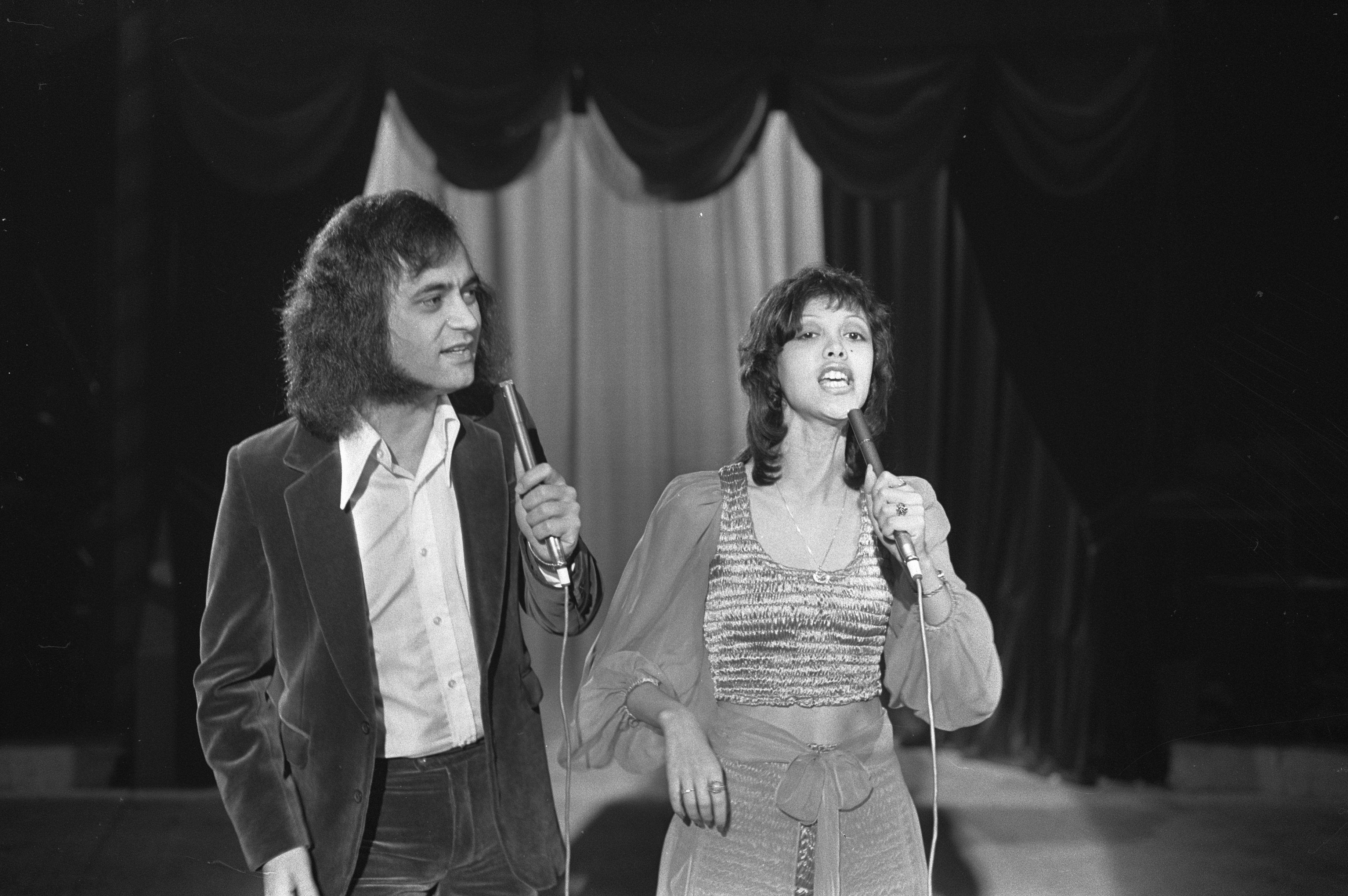

Sandra & Andres war ein niederländisches Schlager-Duo bestehend aus Sandra Reemer (1950–2017) und Dries Holten (1936–2020), welches von 1966 bis 1975 bestand.
Sie waren sowohl in den Niederlanden als auch in Deutschland erfolgreich. 1972 nahmen am Eurovision Song Contest in Edinburgh für die Niederlande teil.

## Diskografie

### Alben
- 1969: Happy Together
- 1971: Let Us Sing Together
- 1971: Cantemos juntos (Let Us Sing Together)
- 1972: Als het om de liefde gaat
- 1972: Was soll ich tun?
- 1973: True Love
- 1974: Yum Yum

### Singles
| Jahr | Titel Album                               | Höchstplatzierung, Gesamtwochen, AuszeichnungChartplatzierungen (Jahr, Titel, Album, Platzierungen, Wochen, Auszeichnungen, Anmerkungen) | Höchstplatzierung, Gesamtwochen, AuszeichnungChartplatzierungen (Jahr, Titel, Album, Platzierungen, Wochen, Auszeichnungen, Anmerkungen) | Höchstplatzierung, Gesamtwochen, AuszeichnungChartplatzierungen (Jahr, Titel, Album, Platzierungen, Wochen, Auszeichnungen, Anmerkungen) | Höchstplatzierung, Gesamtwochen, AuszeichnungChartplatzierungen (Jahr, Titel, Album, Platzierungen, Wochen, Auszeichnungen, Anmerkungen) | Anmerkungen                                                                   |
| Jahr | Titel Album                               | DE | AT | CH | NL | Anmerkungen                                                                   |
| ---- | ----------------------------------------- | --- | --- | --- | --- | ----------------------------------------------------------------------------- |
| 1968 | Storybook Children Happy Together         | — | — | — | NL9 (13 Wo.)NL |                                                                               |
| 1970 | Let Us Pray Together Let Us Sing Together | — | — | — | NL5 (8 Wo.)NL |                                                                               |
| 1970 | Love Is All Around Let Us Sing Together   | — | — | — | NL5 (12 Wo.)NL |                                                                               |
| 1971 | Those Words Let Us Sing Together          | — | — | — | NL5 (10 Wo.)NL |                                                                               |
| 1971 | Que je t’aime                             | — | — | — | NL8 (7 Wo.)NL |                                                                               |
| 1971 | Mary Madonna                              | — | — | — | NL12 (7 Wo.)NL |                                                                               |
| 1972 | Als het om de liefde gaat                 | — | — | — | NL3 (10 Wo.)NL |                                                                               |
| 1972 | What Do I Do                              | DE46 (5 Wo.)DE | — | — | — |                                                                               |
| 1972 | Was soll ich tun Was soll ich tun?        | DE23 (8 Wo.)DE | — | — | — |                                                                               |
| 1972 | Mama mia                                  | DE35 (2 Wo.)DE | — | — | NL12 (6 Wo.)NL |                                                                               |
| 1972 | Auntie                                    | — | — | — | NL4 (9 Wo.)NL | mit Hildegard Knef, Enrico Macias, Alice Babs, Demis Roussos & Vicky Leandros |
| 1973 | Aime-moi (Love Me) True Love              | — | — | — | NL12 (6 Wo.)NL |                                                                               |
| 1973 | Dzjing boem! Te-ra-ta-ta True Love        | — | — | — | NL33 (4 Wo.)NL |                                                                               |
| 1974 | True Love                                 | — | — | — | NL21 (5 Wo.)NL |                                                                               |
| 1974 | You Believed True Love                    | — | — | — | NL14 (6 Wo.)NL |                                                                               |
| 1975 | Oh, nous sommes très amoureux             | — | — | — | NL28 (2 Wo.)NL |                                                                               |

grau schraffiert: keine Chartdaten aus diesem Jahr verfügbar